# Lili Körber
Lili Körber (Pseudonyme Agnes Muth, Silvia Broeck) (* 25. Februar 1897 in Moskau; † 11. Oktober 1982 in New York City) war eine austroamerikanische Schriftstellerin.

## Leben
Lili Körber wurde als Tochter des aus dem galizischen Tarnow stammenden österreichischen Importkaufmanns Ignaz Körber (1864–1944) und dessen polnischer Ehefrau Jeanette Körber in Moskau geboren, wo ihre Eltern sich 1882 niedergelassen hatten. Sie wuchs mit zwei jüngeren Schwestern, Margarethe (* 1899) und Nina (* 1903) in wohlhabenden Verhältnissen auf. Ihr Vater wurde zu Beginn des Ersten Weltkrieges als Ausländer in Russland inhaftiert. Nach seiner Freilassung musste die Familie 1915 das Land verlassen und übersiedelte (über Berlin) nach Wien. Lili Körber schloss das Gymnasium in Zürich mit der Matura ab. Sie promovierte 1925 mit einer Dissertation über die Lyrik Franz Werfels zum Dr. phil. an der Universität Frankfurt am Main.

### Wiener Jahre
Nach Abschluss ihres Studiums kehrte sie nach Wien zurück, wo sie sich, abgesehen von den in dieser Zeit unternommenen Reisen bis zu ihrer Emigration im Jahr 1938 überwiegend aufhielt. Dort war sie ab 1927 journalistisch für die Arbeiter-Zeitung, 1929/30 auch für die Wiener Rote Fahne tätig. Eine 1930 angetretene Russlandreise dehnte sie auf einen fast einjährigen Aufenthalt aus, in dessen Verlauf sie einige Wochen als ungelernte Arbeiterin in den Putilow-Werken in Leningrad eine Bohrmaschine bediente. Ihr „Tagebuchroman“ Eine Frau erlebt den roten Alltag, der 1932 im Rowohlt Verlag erschien und ein Verkaufserfolg wurde, verarbeitete ihre Erfahrungen dort. Im Januar 1933 besuchte sie Berlin und schrieb unter dem Eindruck der heraufziehenden Herrschaft der Nationalsozialisten den Roman Eine Jüdin erlebt das neue Deutschland, der mit dem Selbstmord einer in Mischehe lebenden Jüdin tragisch endet. Für das Buch fand sich im austrofaschistischen Österreich kein Verleger, es erschien 1934 bei dem Wiener Buchhändler Richard Lányi, die erste Auflage war schnell vergriffen, die zweite wurde per Gerichtsbeschluss wegen Gotteslästerung verboten. Die erste Ausgabe in Deutschland erschien 1984 unter dem Titel Die Ehe der Ruth Gompertz im Persona-verlag.
1933 war sie in Wien Mitglied der Vereinigung sozialistischer Schriftsteller geworden. 1935 unternahm sie Reisen nach China und Japan.

### Exil
Am 19. März 1938, kurz nach dem „Anschluss“ Österreichs, emigrierte sie – mit einer kurzen Zwischenstation in Zürich – nach Frankreich. 1941 gelangte sie mit Unterstützung des Emergency Rescue Committee zusammen mit ihrem Lebensgefährten Erich Gravé, der zuvor in einem französischen Lager interniert gewesen war, über Spanien und Lissabon in die USA. Dort arbeitete sie unter anderem als Krankenschwester. Im amerikanischen Exil schrieb sie den Roman Ein Amerikaner in Rußland, in dem sie ihre Erfahrungen mit dem Stalinismus thematisiert. Ihr autobiographischer Roman Call me nurse blieb unveröffentlicht.
Lili Körber starb im Alter von 85 Jahren am 11. Oktober 1982 in New York, wo sie seit ihrer Ankunft am 23. Juni 1941 lebte.

### Journalistische Tätigkeit
In Erscheinung trat sie als Erzählerin, Lyrikerin und freie Mitarbeiterin verschiedener Zeitschriften u. a.: Die Neue Weltbühne in Prag, Gavroche in Paris, Staatszeitung und Herold in New York, Das andere Deutschland in Buenos Aires. Im Pariser Tageblatt (PTB), das 1933 von dem russischen Emigranten und Inseratenverleger Wladimir Poliakov (Publité Metzl, zuvor Moskauer Annoncen-Expedition Metzl) in Paris für deutschsprachige Exilanten gegründet worden war, und in dem Nachfolgeblatt Pariser Tageszeitung (PTZ) veröffentlichte sie Beiträge sowohl in den Wiener Jahren, als auch in den ersten Monaten ihres Exils in Frankreich. Die Zeitung musste ihr Erscheinen nach Kriegsausbruch 1939 einstellen.
Ihr literarischer Nachlass befindet sich heute im Exilarchiv der Deutschen Nationalbibliothek.

## Werke
- Die Lyrik Franz Werfels. Dissertation. Frankfurt 1925.
- Eine Frau erlebt den roten Alltag. Ein Tagebuchroman aus den Putilowwerken. 1932.
- Eine Jüdin erlebt das neue Deutschland. Roman. Zürich 1934.
- Begegnungen im fernen Osten - Eine Reise nach Japan, China und Birobidschan. Biblios-Verlag, Budapest 1936. (Neu aufgelegt Promedia-Verlag, Wien 2020, ISBN 978-3-85371-478-2)
- Sato-San, ein japanischer Held. Satyrischer Zeit-Roman. 1936
- Ein Amerikaner in Rußland. Roman. In: Deutsche Volkszeitung. New York 1942.
- Die Ehe der Ruth Gompertz. Roman. Persona Verlag, Mannheim 1984, ISBN 3-924652-01-5.
- Eine Österreicherin erlebt den Anschluß. Mit Erläuterungen und einem Nachwort von Viktoria Hertling. Wien/München 1988, ISBN 3-85447-288-9.